# Freecycle
La Red Freecycle (The Freecycle Network, TFN, o Freecycle) es una organización  no lucrativa  registrada en Arizona y como caridad en el Reino Unido. TFN Coordina una red mundial de grupos de "regaleo" para desviar bienes, a fin de que sean  reutilizables y así no vayan a los vertederos. La red proporciona un registro en línea en todo el mundo, organizando la creación de foros y grupos locales para personas  y organizaciones deslucradas para ofrecer (y recibir) elementos gratuitos para reutilización o reciclaje y para promover una economía de regalo.